# همسوورث
latitudeهمسوورثlongitudeهمسوورث
همسوورث (به انگلیسی: Hemsworth) یک شهرک در بریتانیا است که در انگلستان واقع شده‌است.

## خصوصیات
همسوورث ۱۳٬۳۱۱ نفر جمعیت دارد.